# Барбо, Анна-Летиция
Анна-Летиция Барбо (англ. Anna Laetitia Barbauld; 20 июня 1743 — 9 марта 1825) — известная английская поэтесса, эссеистка и детская писательница, сестра писателя Джона Эйкина.

## Биография
Анна-Летиция Эйкин родилась в деревне Кибуорт юго-восточнее города Лестер в семье преподобного Джона Эйкина, священника пресвитерианской церкви. Она с детства изучала латинский, греческий, французский, итальянский языки, а также другие предметы, редкие для женщин того времени.
В 1758 году семья переехала в Уоррингтон, где её отец преподавал в местной академии. Там же произошла встреча Анны-Летисии с революционером Маратом в 1770-е гг, который, по некоторым данным, собирался принять британское подданство, чтобы жениться на ней.
Первая её книга была издана в 1773 году, это был сборник стихов, опубликованный под названием «Poems».
В 1774 году она вышла замуж за потомка французских гугенотов Рошмоне Барбо, под фамилией которого и вошла в историю. После свадьбы пара переехала в Саффолк, где переписала некоторые псалмы и опубликовала их вместе со своим эссе «Thoughts on the Devotional Taste, on Sects and on Establishments». На протяжении 11 лет они также преподавали в основанной ими Академии Палгрейв.
В 1778—1779 годах была написана детская книга «Lessons for Children», в 1781 году — «Hymns in Prose for Children». В XIX веке «гимны» были переведены на несколько европейских языков.
Пик политической публицистики Анны-Летиции пришёлся на период Великой Французской революции. В памфлете «An Address to the Opposers of the Repeal of the Corporation and Test Acts» она высказала своё возмущение тем, что Палата общин трижды проголосовала против законопроекта Чарльза Джеймса Фокса о предоставлении диссентерам полных гражданских прав, а в «Epistle to William Wilberforce Esq. On the Rejection of the Bill for Abolishing the Slave Trade» — отказом парламента поддержать предложение Уильяма Уилберфорса о запрете работорговли. Антивоенный мотив проповеди «Sins of Government, Sins of the Nation»   (1792) нашёл продолжение в стихотворении «Eighteen Hundred and Eleven» (1812), критиковавшем участие Британии в Наполеоновских войнах. Обрушившаяся на неё критика прекратила выход её произведений, хотя писательница продолжила свою литературную деятельность.